# Enlèvement d'enfant
Pour les articles homonymes, voir Enlèvement (homonymie).
L'enlèvement d'enfant, vol d'enfant, rapt d'enfant, ravissement d'enfant ou kidnapping est l'acte consistant à s'emparer d'un mineur (c'est-à-dire une personne n'ayant pas atteint la majorité civile) et à le détenir sans l'autorisation de ses parents naturels ou de ses représentants légaux.
Le terme « enlèvement d'enfant » recouvre deux réalités, l'une sociale, l'autre légale, qui se distinguent par le contexte de l'acte : d'une part l'enlèvement par un membre de la famille, d'autre part l'enlèvement par une personne étrangère.
- L'enlèvement parental est la détention illégale d'un enfant par un membre de sa famille, en l'absence du consentement du tuteur légal ; c'est une infraction au droit de la famille. Ce cas, qui se présente habituellement après la séparation ou le divorce des parents, constitue la très grande majorité des enlèvements d'enfant.
- L'enlèvement par des personnes inconnues du cercle familial, qui est assez rare, est motivé par différentes intentions : extorsion pour obtenir une rançon ; adoption illégale ; trafic d'enfants (voir : esclavage, travail des enfants, abus sexuel sur mineur) ; assassinat.

## Terminologie
Différents termes sont utilisés pour parler d'enlèvements de mineurs (bébé, enfant ou adolescent) comme soustraction de mineurs, séquestration de mineurs, vol de mineurs, rapt de mineurs, ravissement de mineurs ou l'anglicisme kidnapping. L'expression kidnapping d'enfant est parfois utilisée mais c'est là un pléonasme puisque kidnapping désigne étymologiquement un enlèvement d'enfant.

## Enlèvement d'enfant par un parent
Ce cas de figure, aussi appelé enlèvement parental, est le plus courant : un parent enlève son propre enfant (200 000 faits en 2010). Ce type d'enlèvement se produit en général quand les parents se séparent ou entament une procédure de divorce. L'un des parents s'empare de l'enfant ou le retient auprès de lui, en espérant remporter l'avantage au moment d'établir une garde alternée, ou de crainte que le partage de la garde ne lui soit pas favorable. Si la garde est déjà établie, l'enlèvement consiste à refuser de rendre l'enfant au moment où vient le tour de l'autre parent, ou même s'enfuir avec l'enfant pour contrecarrer un droit de visite — parfois en raison de problèmes de violence familiale.
D'après une étude menée en 1999 pour l'Office of Juvenile Justice and Delinquency Prevention (en) du département de la Justice des États-Unis, 53 % des enfants enlevés par un parent sont retrouvés en moins d'une semaine et 21 % en plus d'un mois.
Du point de vue de l'enfant victime de ce procédé, l'enlèvement par un parent est considéré comme une maltraitance sur mineur.
En France, on parle de « non-représentation d'enfant » quand un parent refuse de restituer l'enfant alors que le mineur devrait sous trouver sous la garde de l'autre parent.

### Enlèvement international d'enfant
L'enlèvement d'un enfant à l'international se produit quand un membre de la famille ou un proche quitte le pays avec l'enfant, en infraction à un jugement sur le droit de garde ou de visite. Une autre situation courante consiste à annoncer que l'enfant est emmené en vacances à l'étranger puis refuser de le laisser repartir.
Ces faits ont lieu 600 000 fois chaque année ; bien qu'ils soient relativement moins courants que les enlèvements à l'intérieur d'un pays, ils présentent d'importantes difficultés à cause des législations parfois contradictoires entre les États. La Convention du 25 octobre 1980 sur les aspects civils de l'enlèvement international d'enfants est un accord international et un dispositif légal pour récupérer des enfants enlevés et retenus dans un autre pays. Bien souvent, la convention de la Haye ne permet pas de régler le problème, ce qui conduit certains parents à engager des prestataires privés pour récupérer leurs enfants. L'un des premiers cas médiatisés de récupération en secret d'un enfant enlevé était l'opération menée par Don Feeney, ancien membre de la Delta Force, qui a répondu à l'appel désespéré d'une mère pour retrouver sa fille retenue en Jordanie dans les années 1980. Feeney a rempli la mission, ce qui a donné lieu à un film et un livre ; en raison de cette médiatisation, d'autres parents l'ont sollicité pour récupérer leurs enfants enlevés.
L'enlèvement d'enfants à l'international se développe en raison de la facilité des déplacements, de l'augmentation des mariages bi-culturels et du nombre élevé de divorces.

## Enlèvements par des inconnus
Un cas célèbre d'enlèvement d'enfant par un inconnu est celui de l'affaire du bébé Lindbergh : l'enfant est capturé, transporté et détenu pour exiger une rançon ; il existe également la situation où le ravisseur compte garder l'enfant indéfiniment. Ces atteintes sont assez rares.

### Enlèvements pour l'esclavage
En 1597, la reine Élisabeth Ire autorise l'enlèvement d'enfants s'ils servent dans les chœurs religieux ou comme acteurs au théâtre.
Il existe des enlèvements de mineurs dans certaines régions d'Afrique pour les utiliser ou les vendre comme esclaves.
L'armée de résistance du Seigneur, un groupe paramilitaire rebelle actif en Ouganda, est connue pour enlever des mineurs et en faire des enfants soldats ou des esclaves sexuels. Selon des chiffres de l'ONU, jusqu'en 2021, l'ARS et son chef Joseph Kony auraient enlevé plus de 60 000 enfants.

### Enlèvements pour l'adoption
Une très faible part des enlèvements provient de femmes (le plus souvent) qui ravissent un bébé (ou un enfant en bas âge) pour l'élever en prétendant être son parent. Bien souvent, ce sont des femmes qui ne peuvent pas avoir d'enfants ou qui ont vécu des fausses couches et recourent à l'enlèvement au lieu de passer par une procédure d'adoption. Ce crime est en général prémédité et la ravisseuse peut même simuler une grossesse (en) pour écarter les soupçons quand le bébé arrive chez elle.
Historiquement, certains États ont pratiqué les enlèvements de mineurs à des fins d'endoctrinement, ou comme châtiment envers des opposants politiques ou comme source de revenus. Un exemple notable est celui des enfants volés du franquisme, qui représentent 300 000 victimes, et les quelque 500 « enfants des disparus (Desaparecidos) » adoptés par les militaires au cours de la « Guerre sale » en Argentine (en),. En Australie, la « génération volée » désigne les enfants aborigènes retirés de force ou par contrainte à leurs mères pour les assimiler à la culture des colons.
D'autres enlèvements visent à revendre l'enfant (en) à des gens souhaitant adopter et qui ne savent pas toujours comment le mineur se retrouve disponible.

## Enlèvement prénatal
L'enlèvement prénatal (enlèvement fœtal (en)) ou néonatal d'un enfant représente la situation d'enlèvement la plus précoce, au moment où le bébé est viable. La capture d'un embryon et même d'ovocytes confiés en vue d'un PMA est considérée, aux États-Unis, comme un enlèvement,,.

## Aspects juridiques et policiers

### International
Voir aussi : Convention du 25 octobre 1980 sur les aspects civils de l'enlèvement international d'enfants

### France
En France, il existe le dispositif Alerte-Enlèvement depuis 2006.

### Suisse
En Suisse, l'Alerte enlèvement est en vigueur depuis 2010.

### Royaume-Uni
Voir Child Abduction Act 1984 (en), Child Abduction and Custody Act 1985 et Child Abduction (Northern Ireland) Order 1985.

### États-Unis et Canada
Les États-Unis et le Canada peuvent lancer une alerte avec Alerte AMBER.